# Ulf Scheibye
Ulf Scheibye (født 16. juli 1944 i Viborg) er en dansk forhenværende officer, som var chef for Hjemmeværnet fra 1998 til 2004.
Han er søn af oberst Bjørn Scheibye og gennemførte uddannelsen på Hærens Officersskole. Dernæst gjorde Ulf Scheibye fra 1968 til 1976 tjeneste ved Dronningens Livregiment, og siden var han i en årrække ved Forsvarsstaben, inden han i 1986 blev oberstløjtnant. Efter to år ved NATO Defence College i Rom blev han forfremmet til oberst og var fra 1990 til 1992 chef for 3. Jyske Brigade. Efterfølgende var han yderligere to år ved Forsvarsstaben, inden han blev generalmajor. Siden var Ulf Scheibye chef for Jyske Division, der i 1997 skiftede navn til Danske Division, inden han i 1998 blev chef for Hjemmeværnet, hvilket han var til sin 60-års fødselsdag.
Han har tillidshverv i Jægerforbundet, Vanførefonden og Borgervennen af 1788. Han er Kommandør af 1. grad af Dannebrogordenen og bærer Hjemmeværnets Fortjensttegn, Hæderstegnet for god tjeneste ved Hæren og Reserveofficersforeningens Hæderstegn.